# Limoux (Aveyron)
Pour la commune de l'Aude, voir Limoux.
Limoux, ou Limouze-la-Prade ou Limouze Saint Jean, est une ancienne commune française de l'Aveyron. En 1800, la commune compte 118 habitants. En 1837, la commune a été supprimée. Elle est alors réunie à la commune d'Onet-le-Château, en même temps que Cabaniols, Le Causse-d'Is, Floirac, Puech-Baurès, Saint-Mayme et Vabre.

## Monuments
- Le château de Limouze est constitué d'une tour grenier datée de la fin du XIe siècle et d'une tour ronde en bordure de l'accès qui faisaient partie de la commanderie des templiers de Limouze, avec une une maison construite en 1880 adossée à la tour grenier.
- L'église Saint-Martin de Limouze, du XVe – XVIe siècle, dépendant de la commanderie templière d'Espalion.

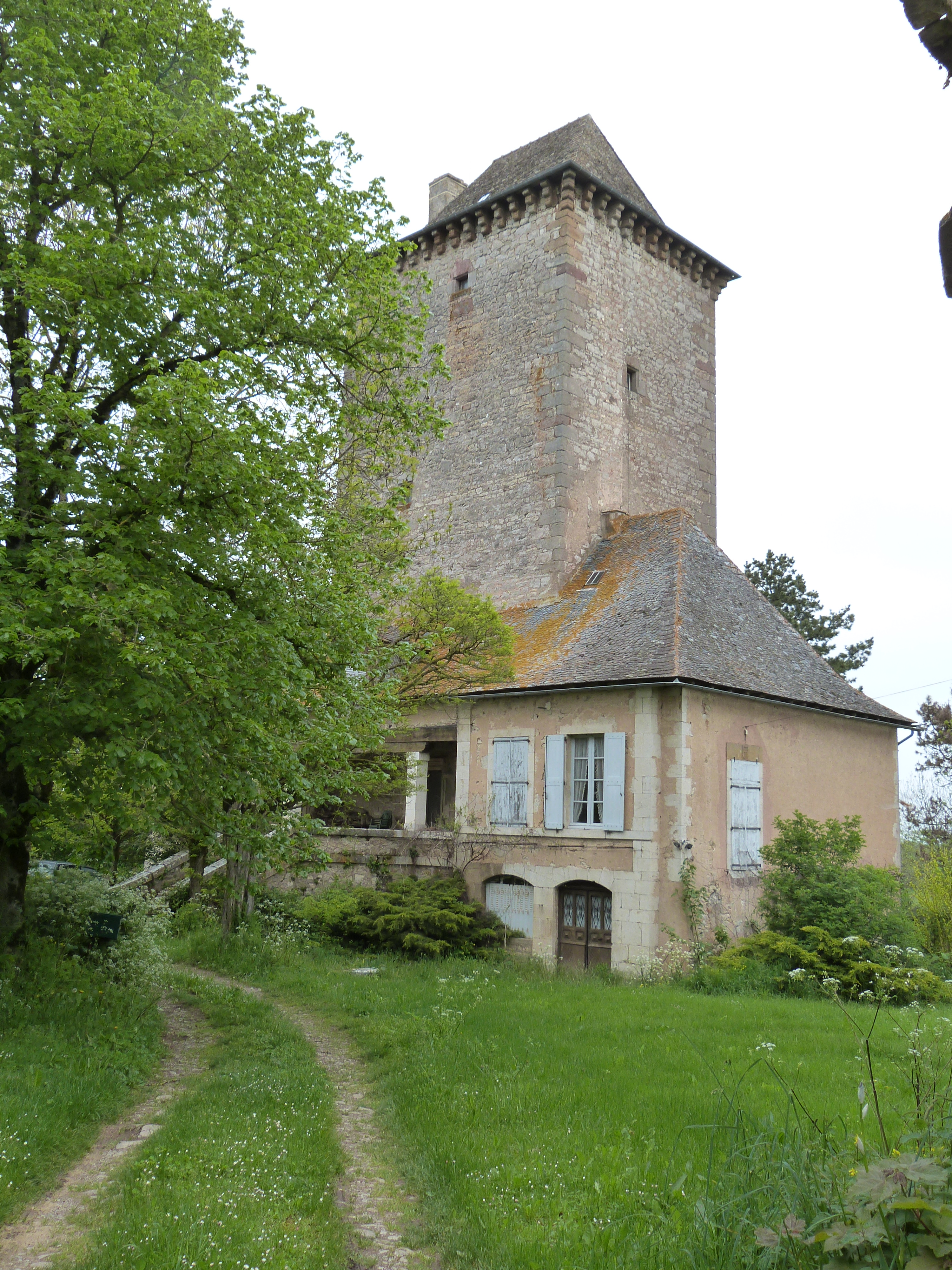
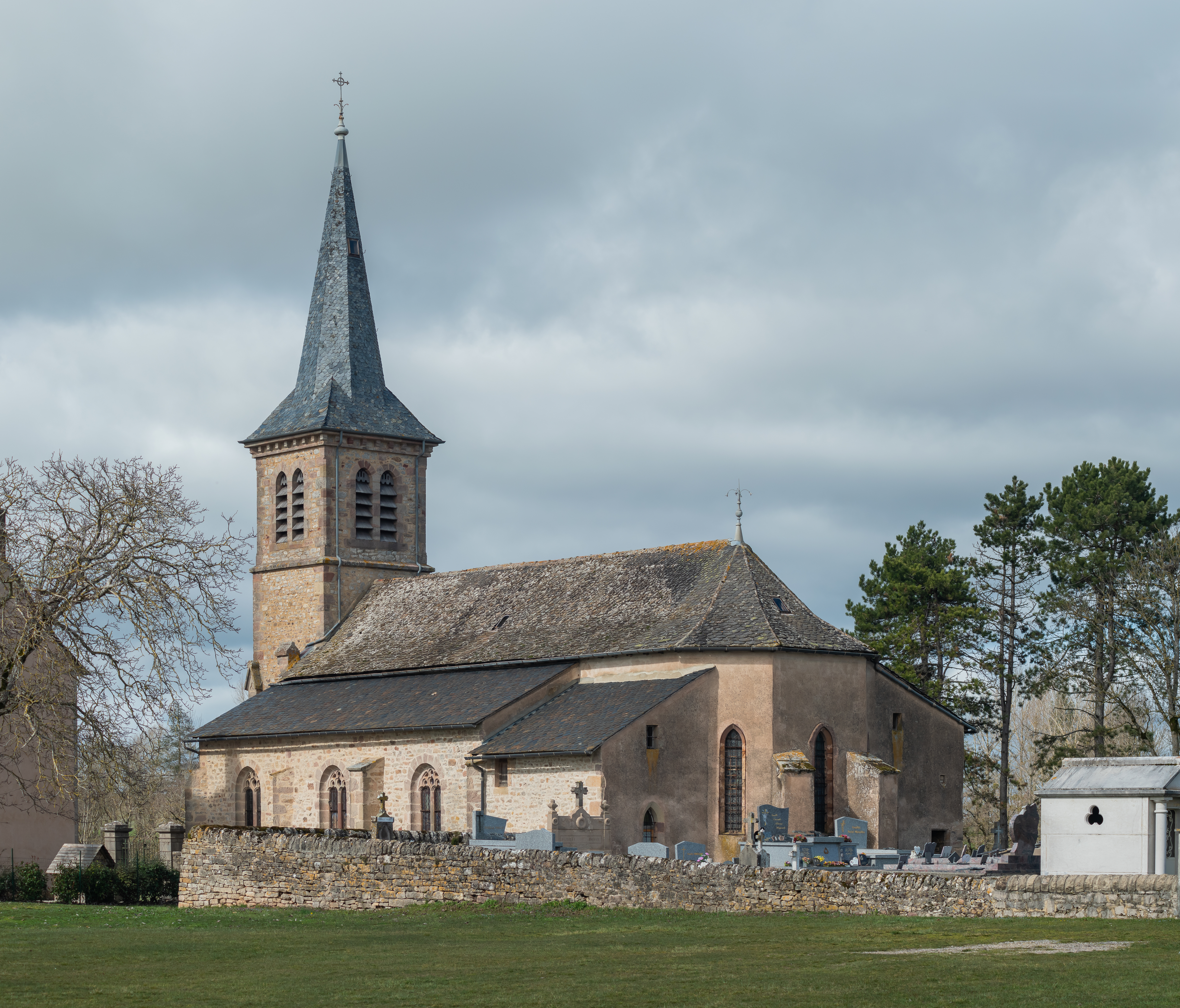